# Anisodes dulcicola
Anisodes dulcicola là một loài bướm đêm trong họ Geometridae.